# Élections générales irlandaises de juin 1927
L’élection générale irlandaise de juin 1927 s'est tenue le 9 juin 1927. 152 des 153 députés sont élus et siègent au Dáil Éireann.

## Mode de scrutin
Les élections générales irlandaises se tiennent suivant un scrutin proportionnel plurinominal avec scrutin à vote unique transférable. En effet, le Ceann Comhairle, qui préside le Dáil Éireann, est automatiquement réélu, conformément à l'article 16, alinéa 6, de la Constitution.

## Résultats

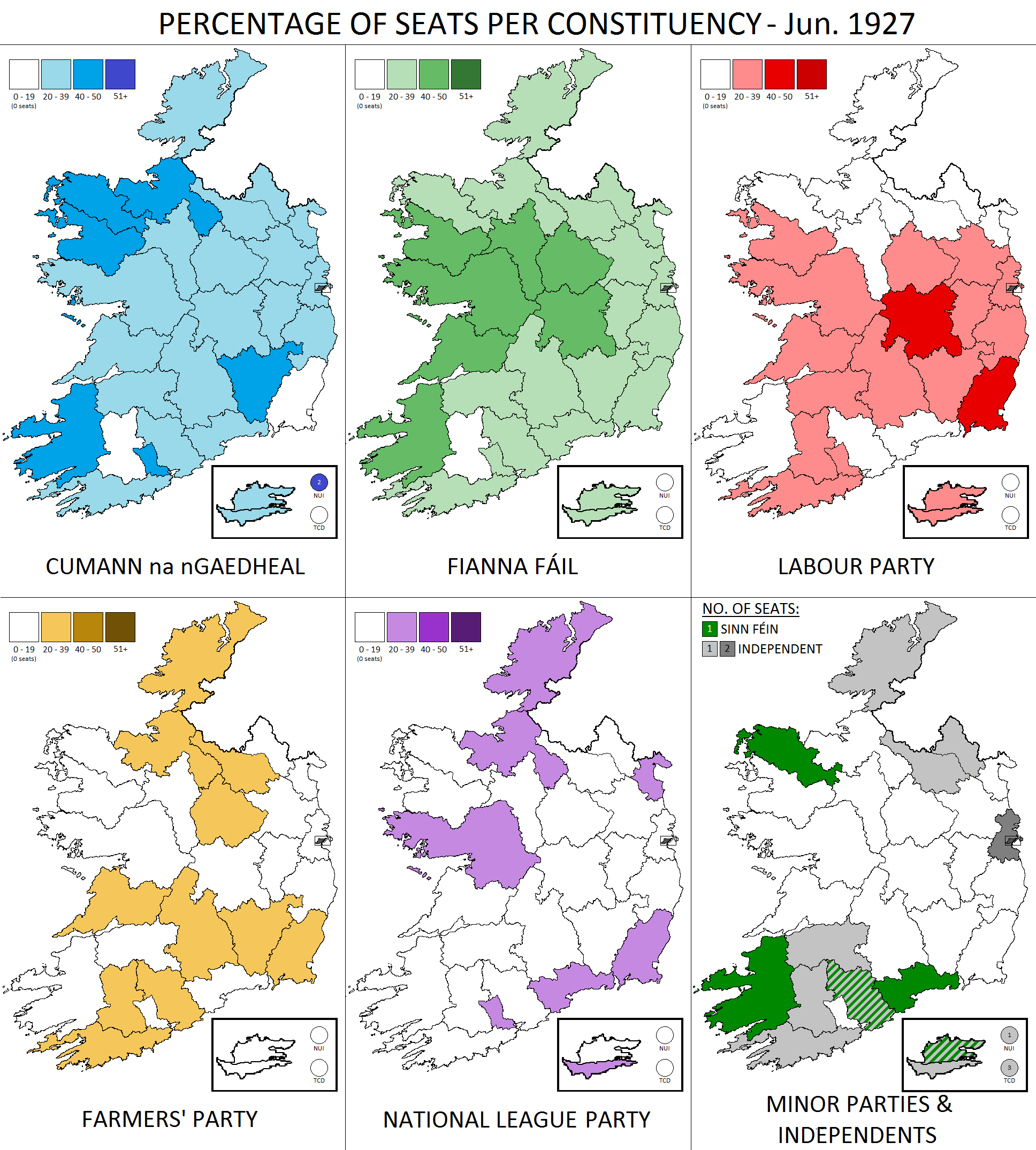
Résultats par circonscription

Résultats par circonscription

| Parti                                                      | Parti                       | Leader               | Voix      | %      | +/-  | Sièges | +/-        | % du Dáil |
| ---------------------------------------------------------- | --------------------------- | -------------------- | --------- | ------ | ---- | ------ | ---------- | --------- |
|                                                            | Cumann na nGaedhael         | William T. Cosgrave  | 314 703   | 27,4 % | 11,6 | 47     | 16         | 30,7      |
|                                                            | Fianna Fáil                 | Éamon de Valera      | 299 486   | 26,2 % |      | 44     |            | 28,7      |
|                                                            | Parti travailliste          | Thomas Johnson       | 143 849   | 12,6 % | 2,0  | 22     | 8          | 14,4      |
|                                                            | Parti des agriculteurs      | Michael Heffernan    | 101 955   | 8,9 %  | 3,2  | 11     | 4          | 7,2       |
|                                                            | Parti de la ligue nationale | William Redmond      | 83 598    | 7,3 %  |      | 8      |            | 5,2       |
|                                                            | Sinn Féin                   | John J. O'Kelly      | 41 401    | 3,6 %  | 23,8 | 5      | 39         | 3,3       |
|                                                            | Clann Éireann               | William Magennis     | 5 527     | 0,5 %  |      | 0      |            | 0         |
|                                                            | Blind Men's Party           |                      | 1 559     | 0,1 %  |      | 0      |            | 0         |
|                                                            | Town Tenants' Association   |                      | 1 012     | 0,1 %  | 0,1  | 0      | stagnation | 0         |
|                                                            | Indépendants                | Indépendants         | 153 370   | 13,4 % | 5,3  | 16     | 3          | 10,4      |
| Votes blancs et nuls                                       | Votes blancs et nuls        | Votes blancs et nuls | 31 337    |        |      |        |            |           |
| Total                                                      | Total                       | Total                | 1 177 797 | 100 %  |      | 153    | stagnation | 100       |
| Participation                                              | Participation               | Participation        | 1 730 177 | 68,1 % |      |        |            |           |
| Un gouvernement Cumann na nGaedhael minoritaire est formé. |                             |                      |           |        |      |        |            |           |